# Фрегаты типа «Шивалик»
Фрегаты типа «Шивалик» (проект 17) — многоцелевой фрегат ВМС Индии, дальнейшее развитие фрегатов типа «Тальвар», первый построенный в Индии корабль технологии «стелс». Считается, что в первой половине 21 века корабли этого типа составят основу индийского флота.
Головной корабль вступил в строй 29 апреля 2010 года. Всего к постройке планируется 12 кораблей
Головной корабль назван по имени горного хребта Шивалик. Два других корабля также названы в честь горных массивов Индии.

## История
Целью «Проекта 17» было создание первого «стелс»-фрегата, полностью разработанного и построенного в Индии.
Проектирование фрегата началось в 1994 году Директоратом военно-морских разработок (англ. Directorate of Naval Design, DND). Большое влияние на конструкцию корабля оказал фрегат «Тальвар» (проект 1135.6) построенный Россией для ВМС Индии, хотя утверждается, что «Шивалик» является целиком индийской разработкой. Принимавшее участие в проектировании российское Северное проектно-конструкторское бюро (СПКБ), занималась интеграцией вооружения корабля. Внешнее сходство объясняется схожим вооружением и использованием в обоих кораблях результатов совместных исследований по снижению радиозаметности. По сравнению с «Тальваром» «Шивалик» имеет на 1000 тонн большее водоизмещение, на 17 метров длиннее, имеет двигательную установку CODOG (вместо COGOG на «Тальваре»), два вертолёта вместо одного и новую высокоинтегрированную БИУС.
В качестве системного интегратора выступила канадская компания CAE. Это первый случай участия западной компании в таком масштабном проекте ВМФ Индии. Интеграцию двигательной установки планировалось передать французской компании Alstom, однако её участие в проекте не состоялось, и эту работу выполняла сама MDL, приобретя ценный опыт в этой области.
Постройка первых трёх кораблей была одобрена парламентом в 1997 году, письмо о намерениях предоставлено производителю, компании Mazagon Docks Limited (MDL), в феврале 1998 года. Формальный заказ на строительство от ВМФ Индии поступил в начале 1999 года, однако строительство головного корабля началось лишь в декабре 2000 года. Задержка была связана с изменениями в спецификации вооружений, сделанными Военно-морским конструкторским бюро (Naval Design Bureau, NDB), а также с задержками поставок высокопрочной стали D-40S из России. 11 июля 2001 года состоялась закладка, а 18 апреля 2003 года головной корабль был спущен на воду.
Стоимость головного корабля составила 26 млрд. рупий (577 млн. $).

## Вооружение

### Система ПВО
Основным средством ПВО фрегата является российский ЗРК «Штиль» средней дальности с однобалочной пусковой установкой 3С-90 и боезапасом 24 ракеты 9М317Е. Дальность действия комплекса — 32 км, по противокорабельным ракетам — 10-12 км. Четыре РЛС сопровождения и подсветки цели 3Р90 обеспечивают одновременный обстрел 4 целей.
В качестве оружия самообороны первоначально планировалось установить два ракетно-артиллерийских комплекса ближнего радиуса «Каштан», которые затем были заменены стандартным для индийского флота сочетанием российских 30-мм артиллерийских установок АК-630М и четырёх модулей УВП израильского ЗРК «Барак» на 8 ракет каждый.

### Ударное и противокорабельное оружие
Как и фрегаты типа «Тальвар», фрегаты типа «Шивалик» вооружены сверхзвуковыми противокорабельными ракетами Сlub-N (в перспективе — новыми ракетами БраМос), размещёнными в носовой части корабля в 8-контейнерных установках вертикального пуска российского производства.

### Противолодочное оружие
Основным противолодочным оружием фрегата являются две реактивные бомбомётные установки RBU-6000 для реактивных глубинных бомб 90R и РГБ-60. Торпедные аппараты для противолодочных торпед не предусмотрены. С учётом универсальности пусковой установки и гибкости семейства ракет Club в возможно использование противолодочных ракет 91RE2.

### Авиация
Корабль несёт два многоцелевых вертолёта. На головном корабле размещаются два вертолёта HAL Dhruv индийского производства или два Sea King Mk 42B. На «Сатпуре» размещены два российских вертолёта Ка-31.

### Боевые информационные системы

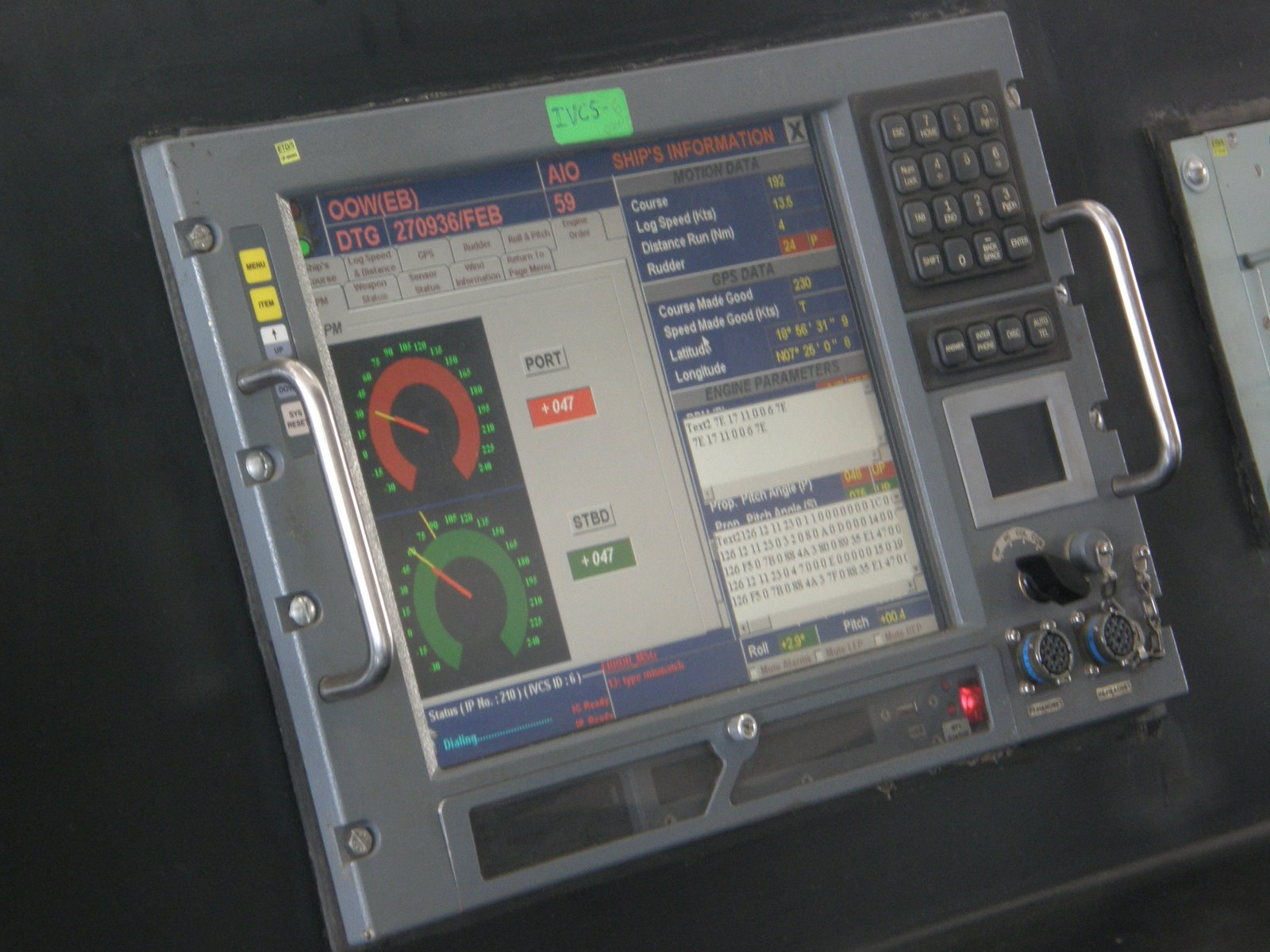
Консоль командира на фрегате «Шивалик»

Основу боевых систем корабля составляет Компьютерная система организации действий (англ. Computer Aided Action Information Organization, CAIO). CAIO сводит воедино всю имеющуюся информацию от РЛС, ГАС, системы РЭБ, производит сравнительную оценку угроз, осуществляет распределение целей и управляет оружием. Важной функцией CAIO является обеспечение командования корабля полной информацией о боевой обстановке и информационная поддержка принятия решений. CAIO обеспечивает интеграцию данных, полученных в процессе информационного обмена от других кораблей, самолётов, наземных станций. Разработка системы осуществлена индийскими специалистами в сотрудничестве с иностранными экспертами
Фрегаты оснащены композитной системой связи англ. Composite Communication System, CCS третьего поколения, многоцелевой интеллектуальной системой связи (англ. Intelligent Versatile Communication System, IVCS) и высокоскоростной внутрикорабельной сетью передачи данных на основе технологии АТМ (англ. ATM based Integrated Ship Borne Data Network, AISDN).
AISDN построена на оптоволоконных линиях связи и осуществляет передачу голоса, изображения и цифровых данных в единой широкополосной сети. AISDN обеспечивает:
- среду для обмена данными между различными типами оружия, сенсорами, системами контроля и управления, системами связи;
- хранение информации от различных сенсоров в единой базе данных, доступность информации для всех систем оружия в необходимом цифровом формате;
- интеграцию внутрикорабельных и внешних систем связи;
- мониторинг исправности и состояния систем управления и связи.

Пропускная способность сети составляет 10 Гбит.

### Радиоэлектронная аппаратура
Основная радиоэлектронная аппаратура, установленная на корабле, произведена в России, Израиле и Италии. В качестве основного радара воздушного обзора и целеуказания для ЗРК «Штиль» используется трёхкоординатная российская РЛС МР-760 Фрегат-М2ЭМ, установленный на фок-мачте. Наведение ракет и подсветка цели для ЗРК «Штиль» осуществляется четырьмя радиопрожекторами 3Р-90 «Орех» (обозначение НАТО — Front Dome). Для управления огнём 76-мм артиллерийской установки и ЗАК АК-630М используется две израильские РЛС Elta EL/M 2221, размещённые над ходовым мостиком и на платформе над ангаром. Система наведения для противокорабельных ракет Garpun Bal(РЛК 3С-25Е) поставляется концерном "Гранит-Электрон". В качестве радара дальнего обзора используется AMDR-ER, модификация известного израильского радара Elta 2238 с увеличенной дальностью. Электронно-оптический визир Bharat Electronics EON-51 используется для управления артиллерийской установкой, две телекамеры М22Е — для наведения ракет ЗРК «Штиль».
Гидроакустическая аппаратура включает подкилевую ГАС фирмы BEL и буксируемую ГАС, разработанную предположительно на основе буксируемого массива Thales Sintra. Обтекатели для подкилевых ГАС производит английская компания W & J Tod Limited, известный производитель композитных и стелс-материалов.
Корабль оснащён системой РЭБ фирмы Ellora с возможностями активного подавления, которая заменяет применявшуюся ранее в индийском флоте системы РЭБ семейства Ajanta. Пусковые установки пассивных помех выпускаются индийской фирмой OFB.
В качестве навигационной системы используется RASHMI (англ. Radar Aid for InSHore and Harbor Manoeuvring in I-band) фирмы BEL и три навигационных радара COTS. Установлен также стандартный для ВМС Индии навигационный тренажёр/симулятор Transas ECDIS.

## Стелс-технологии
Стелс-технологии, применяемые на корабле, включают меры по уменьшению эффективной поверхности рассеяния (ЭПР) для сигнала радаров, меры по снижению собственных шумов и меры по снижению инфракрасной сигнатуры.

### Эффективная поверхность рассеяния
Эффективная поверхность рассеяния (ЭПР) зависит от формы и материалов надводной части корпуса, надстроек и антенных постов. Чтобы снизить ЭПР корабля, необходимо уменьшить отражённый сигнал в направлении зондирующего радара. Для этого приняты следующие меры:
- увеличена радиопрозрачность поверхностей, где возможно сквозное прохождение радиосигнала;
- увеличена степень поглощения отражающих поверхностей;
- исключены вертикальные поверхности надстроек и корпуса;
- исключены плавные переходы между наружными поверхностями.

Для моделирования и оптимизации радиозаметности использовалось германское программное обеспечение RAMSES Radar Cross Section.

### Инфракрасная сигнатура
Основной источник инфракрасного излучения на корабле — выхлопные газы двигательной установки и разогретые части дымовых труб. Наиболее интенсивное инфракрасное излучение корабля приходится диапазоны длин волн 3-5 и 8-12 мкм. Излучение в диапазоне 3-5 мкм уменьшается на 95 % системой охлаждения выхлопных газов. Охлаждение осуществляется эдуктором-диффузером (англ. Eductor Diffuser), расположенным внутри дымовой трубы и смешивающим выхлопные газы с более холодным окружающим воздухом. Оборудование для подавления инфракрасной сигнатуры было поставлено канадской компанией Davis Engineering, которая является признанным мировым лидером в этой области.

### Собственные шумы
Источником шумов на корабле является двигательная установка, вспомогательные механизмы, турбулентное движение жидкостей в трубопроводах и кавитация гребных винтов. Основными средствами борьбы с шумами являются амортизированные платформы, двойные платформы, плитные фундаменты, гибкие сочленения, малошумные винты.
Главным консультатном в области подводной акустики выступила английская компания DERA.

### Управление сигнатурой
На всех стадиях разработки и строительства корабля предпринимались комплексные меры по обеспечению его незаметности, включающие уменьшение радио-, акустической и инфракрасной заметности, маскировку, помехи, средства электронного противодействия.

## Двигательная установка
Двигательная установка корабля построена по схеме CODOG и включает два турбированных 16-цилиндровых дизеля экономического хода Pielstick 16 PA6 STC суммарной мощностью 7600 л.с. при 1084 об/мин и двух газовых турбин GE LM2500 суммарной мощностью 33 600 л.с. при 3600 об/мин. Первые два дизеля для головного корабля произведены во Франции компанией S.E.M.T. Pielstick, дизели для последующих кораблей — индийской компанией Kirloskar Oil Engines Ltd. (KOEL) по лицензии производителя. Сборку турбин осуществляла индийская компания Hindustan Aeronautics Ltd (HAL). Рулевой механизм и стабилизаторы поставила индийская фирма Veljan Hydair, редукторы — германская компания Renk через своего индийского партнёра Elecon. Редуктор передаёт на валы 22,37 МВт от турбин в режиме полного хода и 5,18 МВт от дизелей в режиме экономического хода.
Система CODOG обеспечивает простоту и надёжность передаточных механизмов, топливную эффективность на экономическом и полном ходу, малые затраты на обслуживание. Сообщается, что при аналогичном режиме работы потребление горючего по сравнению с двигательной установкой типа COGOG уменьшается на треть, обеспечивая экономию около 500 млн рупий в год.
Управление двигательной установкой и вспомогательными механизмами, контроль неисправностей обеспечивается Интегрированной системой управления платформой (англ. Integrated Platform Management System, IPMS).
Корабль приводится в движение двумя винтами с управляемым шагом, которые поставлены голландской компанией John Crane-LIPS через её индийского партнёра Goa Shipyard Limited.
Винты обеспечивают малый уровень шумов и начальную точку кавитации при скорости не ниже 22 узлов. Встречным вращением винтов достигается сужение кильватерного следа. Для уменьшения шумов и вибрации осуществлена тщательная подгонка накладок валов и расположения стабилизаторов.
Электроснабжение корабля осуществляется четырьмя дизель-генераторами WCM 1000/5. В состав каждого входит дизель Cummins KTA50G3 и генератор переменного тока Kirloskar мощностью 1 МВт. Контракт на поставку 12 дизель-генераторов для первых трёх кораблей серии получила компания Wartsila India Limited. Темпы поставок — один дизель-генератор в год, начиная с 31 октября 2002 года. Изделия собираются на заводе Wartsila Khopoli Plant из покупных комплектующих .

## Обитаемость

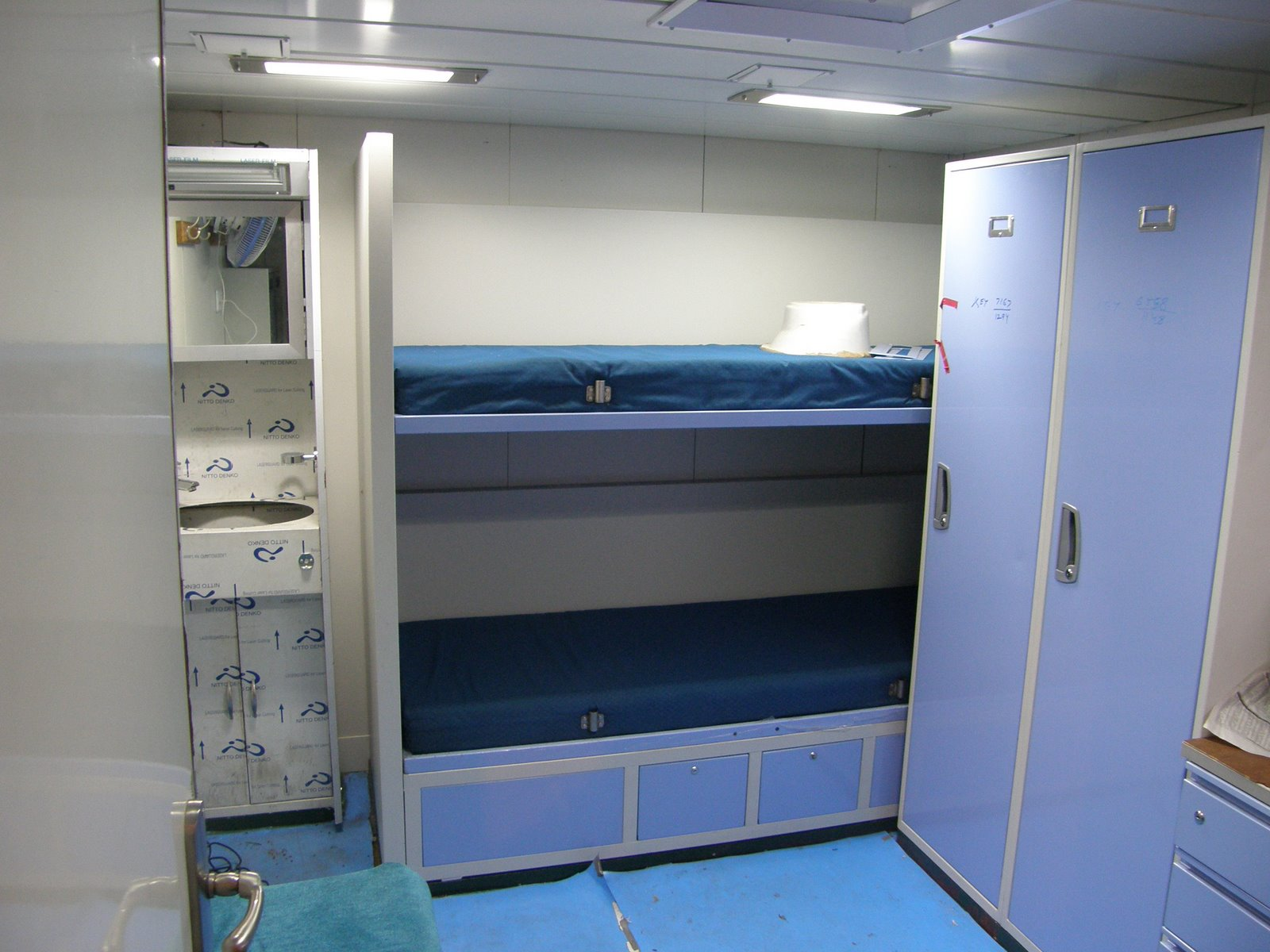
Офицерская каюта на фрегате «Шивалик»

На корабле сооружены модульные жилые зоны с кондиционированием воздуха. Кондиционируется также воздух в камбузе, где готовится разнообразная пища индийской, континентальной и азиатской кухни, включая свежевыпеченный хлеб, досу и чапати.
Система полного контроля атмосферы (англ. Total Atmospheric Control, TAC) фильтрует воздух, управляет его температурой и влажностью, дезинфицирует, удаляет радиоактивные частицы, химические и биологические загрязнения, споры грибов.
Предусмотрены отдельные жилые помещения для женщин-офицеров. Их каюты снабжены душевой кабиной и расширенным гардеробом.

## Состав серии
| Номер | Название | Заложен    | Спущен     | В строю    |
| ----- | -------- | ---------- | ---------- | ---------- |
| F47   | Shivalik | 11.07.2001 | 18.04.2003 | 29.04.2010 |
| F48   | Satpura  | 31.10.2002 | 04.06.2004 | 03.2011    |
| F49   | Sahyadri | 30.09.2003 | 27.05.2005 | 05.2011    |

## Фото

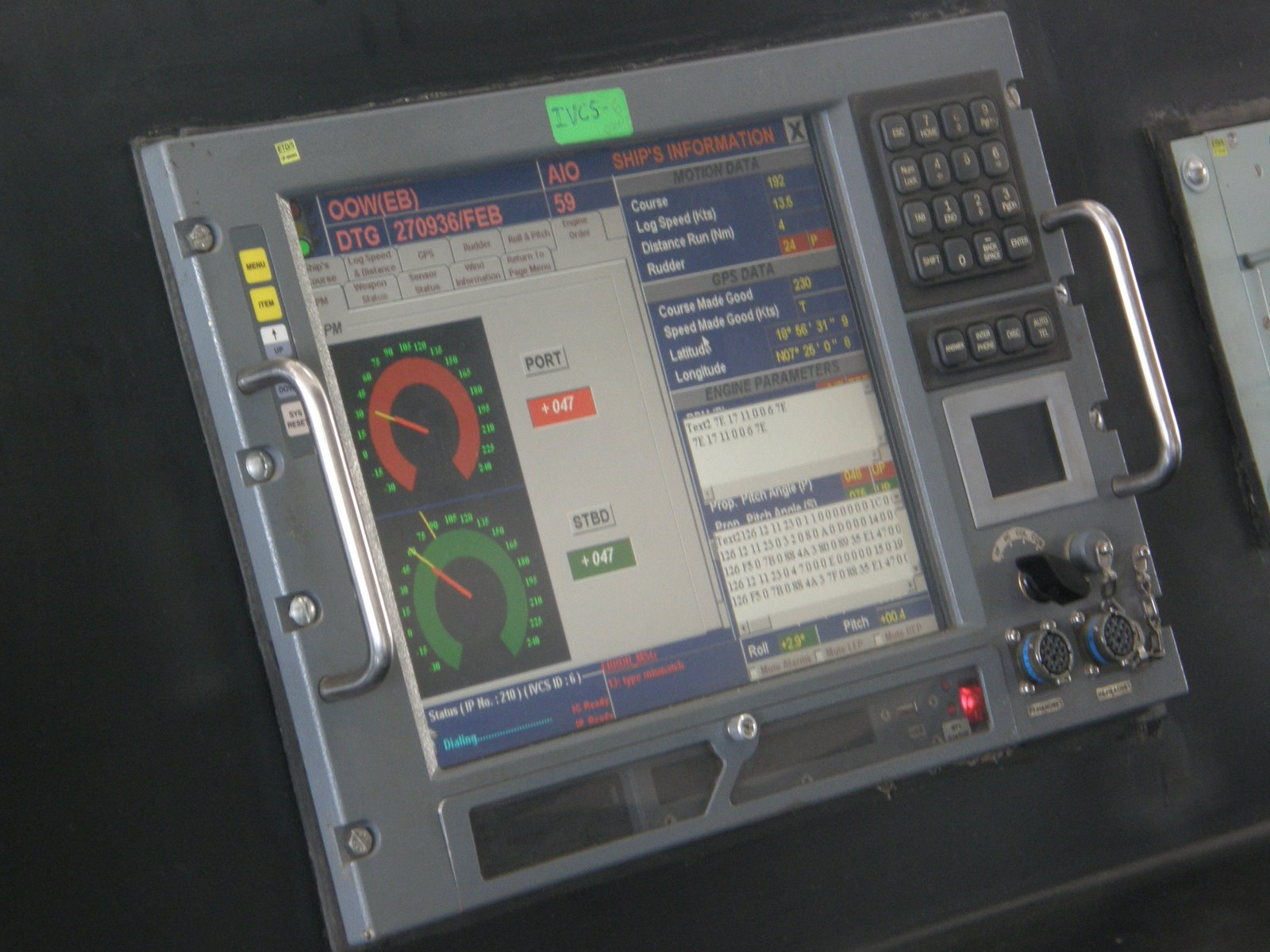
The Captain's Integrated Versatile Console System (IVCS) aboard the INS Shivalik
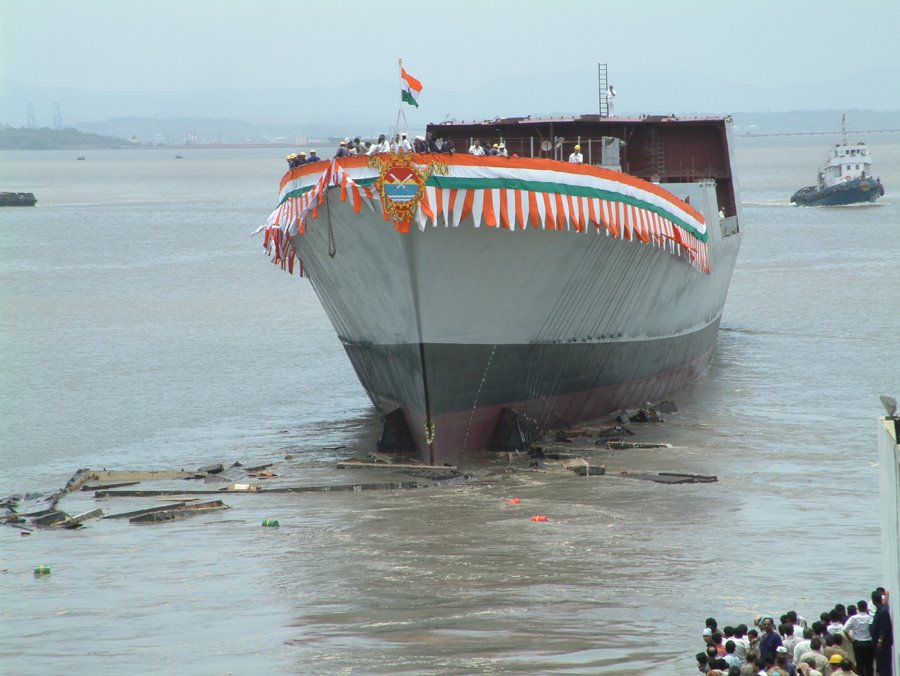
Спуск на воду INS Satpura
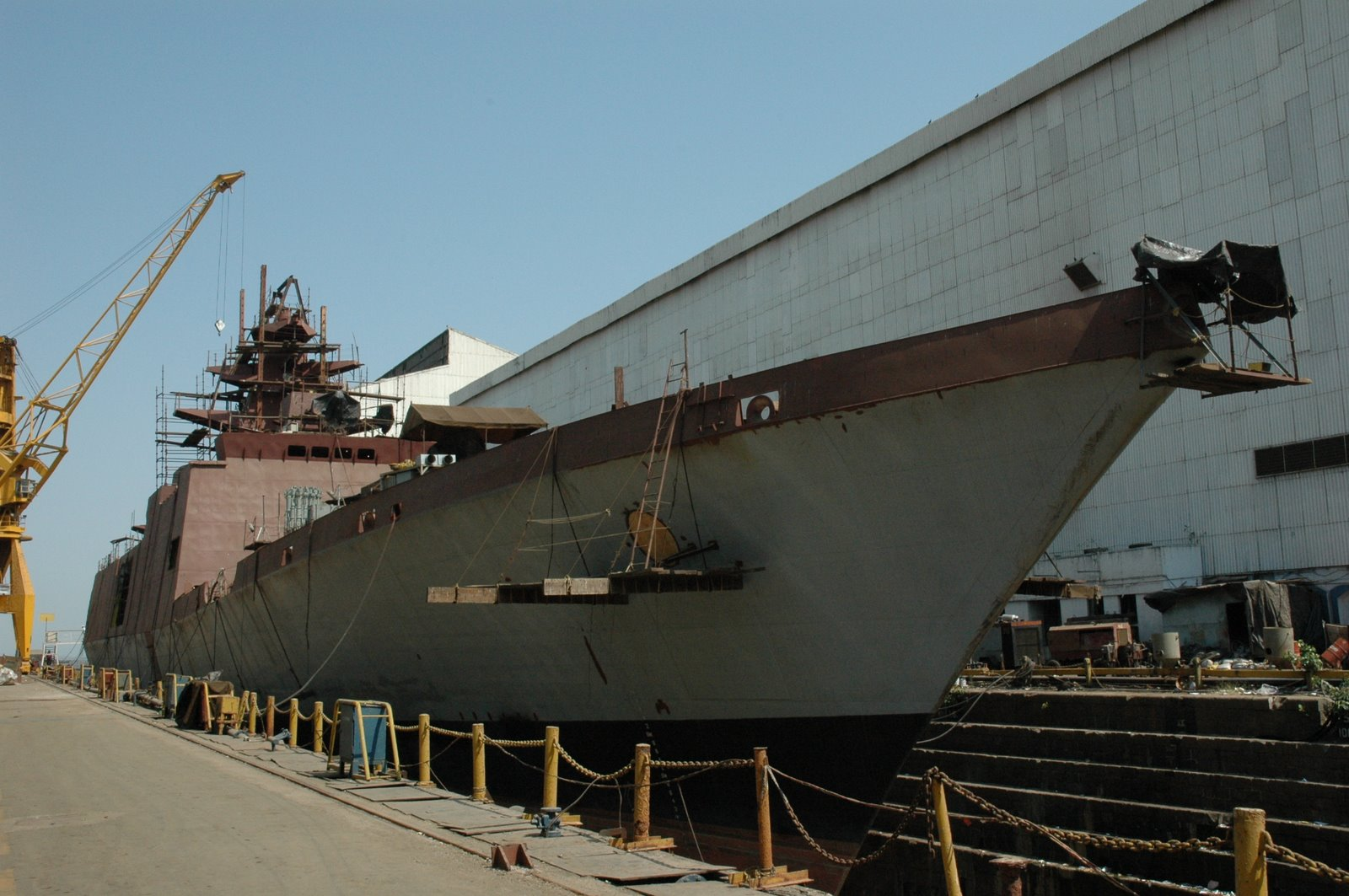
INS Sahyadri being fitted out at Mazagon Docks.
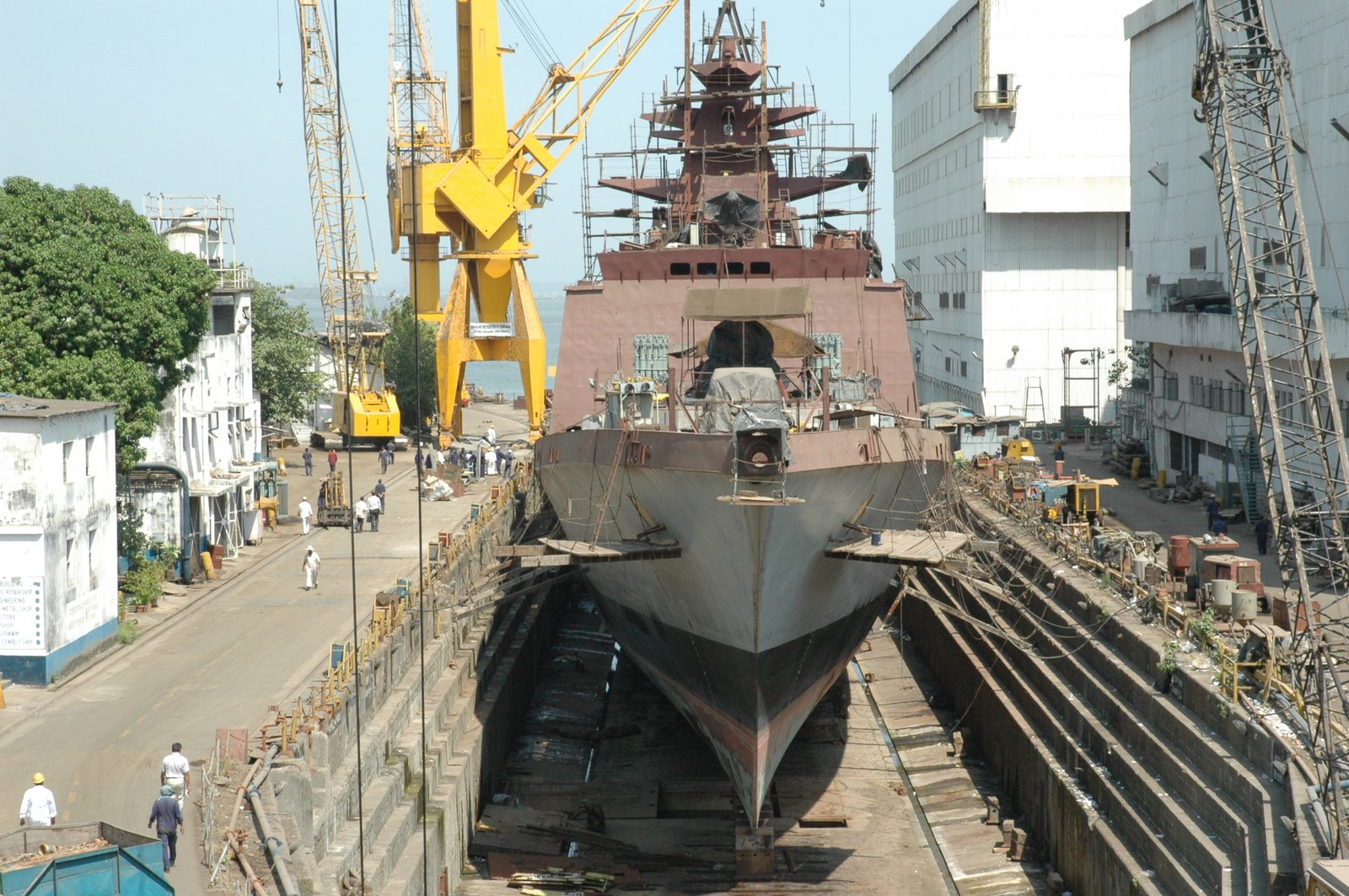
INS Sahyadri, вид спереди
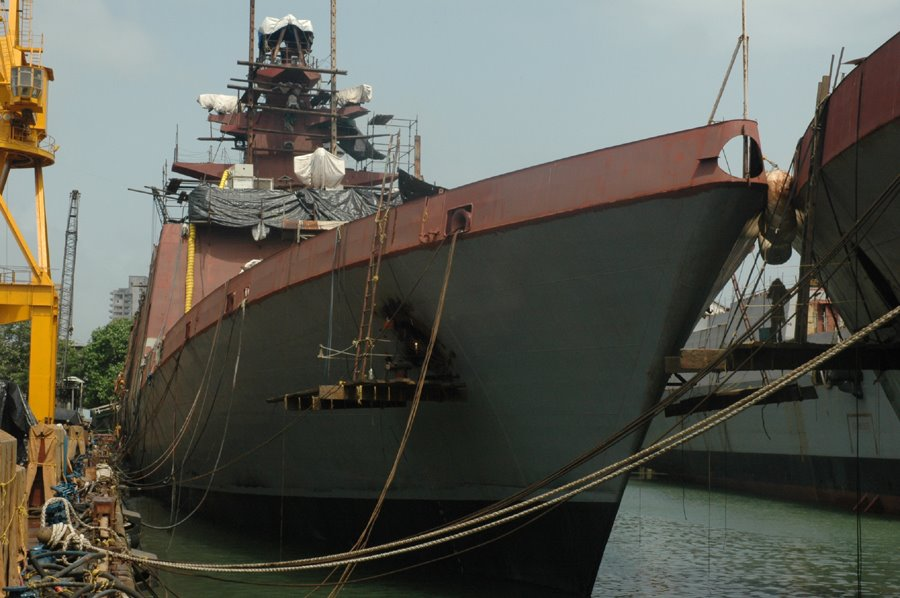
INS Shivalik
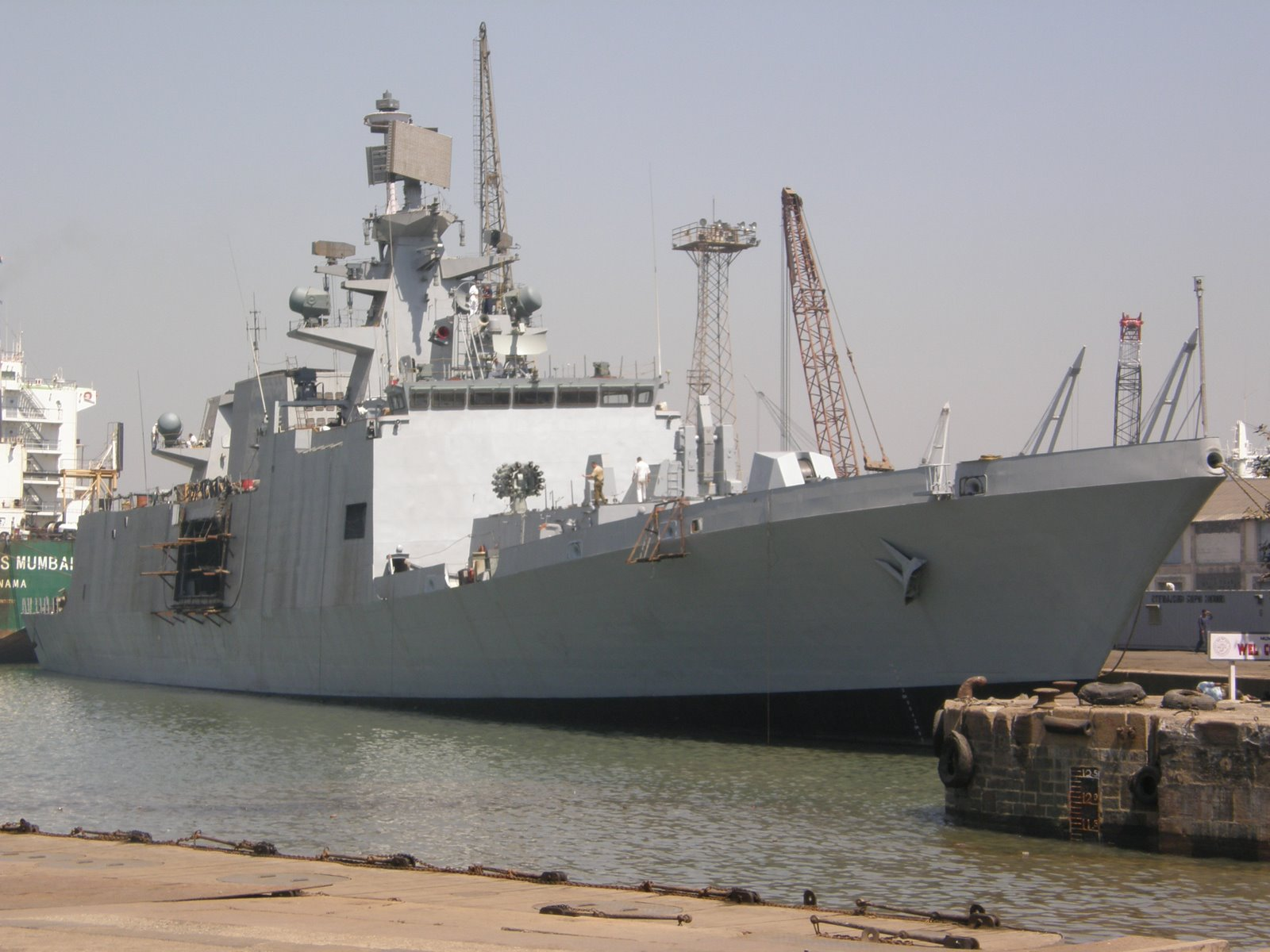
INS Shivalik после ввода в строй